# AAA-Saison 1952
Die AAA-Saison 1952 war die 31. Meisterschaftssaison im US-amerikanischen Formelsport. Sie begann am 30. Mai mit dem Indianapolis 500 und endete am 11. November in Phoenix. Chuck Stevenson sicherte sich den Titel.

## Rennergebnisse
| Nr. | Datum         | Veranstaltung (Rennstrecke)                                          | Meilen | Sieger          | Siegerteam                         |
| --- | ------------- | -------------------------------------------------------------------- | ------ | --------------- | ---------------------------------- |
| 01  | 30. Mai       | International 500 Mile Sweepstakes (Indianapolis Motor Speedway) (O) | 500    | Troy Ruttman    | Kuzma-Offenhauser                  |
| 02  | 10. Juni      | Rex Mays Classic (The Milwaukee Mile) (UO)                           | 100    | Mike Nazaruk    | Kurtis Kraft/Wetteroth-Offenhauser |
| 03  | 04. Juli      | Raleigh 200 (Southland Speedway) (O)                                 | 100    | Troy Ruttman    | Kuzma-Offenhauser                  |
| 04  | 16. August    | Springfield 100 (Illinois State Fairgrounds) (UO)                    | 100    | Bill Schindler  | Russo/Nichels-Offenhauser          |
| 05  | 24. August    | Milwaukee 200 (The Milwaukee Mile) (UO)                              | 200    | Chuck Stevenson | Kurtis Kraft-Offenhauser           |
| 06  | 30. August    | Detroit 100 (Michigan State Fairgrounds) (UO)                        | 100    | Bill Vukovich   | Kuzma-Offenhauser                  |
| 07  | 01. September | Ted Horn Memorial (DuQuoin State Fairgrounds) (UO)                   | 100    | Chuck Stevenson | Kurtis Kraft-Offenhauser           |
| 08  | 01. September | Pikes Peak Auto Hill Climb (BR)                                      | 12,42  | George Hammond  | Kurtis Kraft-Offenhauser           |
| 09  | 06. September | Syracuse 100 (New York State Fairgrounds) (UO)                       | 100    | Jack McGrath    | Kurtis Kraft-Offenhauser           |
| 10  | 28. September | Denver 100 (Centennial Park) (UO)                                    | 100    | Bill Vukovich   | Kuzma-Offenhauser                  |
| 11  | 02. November  | San José 100 (San José Speedway) (UO)                                | 100    | Bobby Ball      | Kurtis Kraft-Offenhauser           |
| 12  | 11. November  | Phoenix 100 (Arizona State Fairgrounds) (UO)                         | 100    | Johnnie Parsons | Kurtis Kraft-Offenhauser           |

- Erklärung: O: Oval, UO: unbefestigtes Oval, BR: Bergrennen

## Fahrer-Meisterschaft (Top 10)
| 1. | Chuck Stevenson | 1440   |
| 2. | Troy Ruttman    | 1410   |
| 3. | Sam Hanks       | 1390   |
| 4. | Duane Carter    | 1250,4 |
| 5. | Jack McGrath    | 1200   |

| 6.  | Jim Rathmann | 1070  |
| 7.  | Paul Russo   | 1060  |
| 8.  | Bobby Ball   | 820   |
| 9.  | Jimmy Reece  | 709,6 |
| 10. | Henry Banks  | 700   |